# Jan Baas (honkballer)
Jan Baas was een Nederlands honkballer.
Baas maakte tussen 1934 en 1952 als achtervanger deel uit van het Nederlands honkbalteam. Hij was lid van het team tijdens de allereerste officiële interland die het team speelde op 26 augustus 1934 in Heemstede op het terrein van RCH tegen België. In deze wedstrijd die Nederland zou verliezen met 21-12 had hij in zes slagbeurten vijf honkslagen. Hij kwam in totaal zestienmaal uit voor het team waarvan veertienmaal voor de Tweede Wereldoorlog. Hij houdt het record van de meeste interlands te hebben gespeeld in de periode tot de Tweede Wereldoorlog. Hij speelde met de Haarlemse vereniging HHC in de hoofdklasse.